# Ystad
Ystad (em sueco: Ystad;  PRONÚNCIA) ou Istádio (em latim: Istadium)[a] é uma cidade portuária do sul da Suécia, na província da Escânia.

É uma das cidades da Suécia onde está melhor preservada a arquitetura medieval, como se pode ver pelo traçado irregular das suas velhas ruas e pelos edifícios da Idade Média. Conta igualmente com centenas de antigas casas com vigas de madeira nas fachadas (korsvirkeshus).

Está situada na baía de Ystad, a 45 quilômetros de Malmö e possui 11 quilômetros quadrados.

De acordo com o censo de 2021, tinha 20 195 habitantes.

É a sede da comuna de Ystad, no condado da Escânia.

Tem ligação marítima com a ilha dinamarquesa de Bornholm e com Świnoujście, na Polónia.

## Comunicações
Ystad está conectada a Malmö pela estrada europeia E65  (Malmö–Ystad–Chania, na Grécia).

A linha de Ystad (Ystadbanan) liga a cidade a Malmö, a oeste, e a Simrishamn, a leste.

Dispõe de um grande porto de passageiros e de mercadorias, com ligação marítima a Rønne, na ilha dinamarquesa de Bornholm, e a Świnoujście, na Polónia.

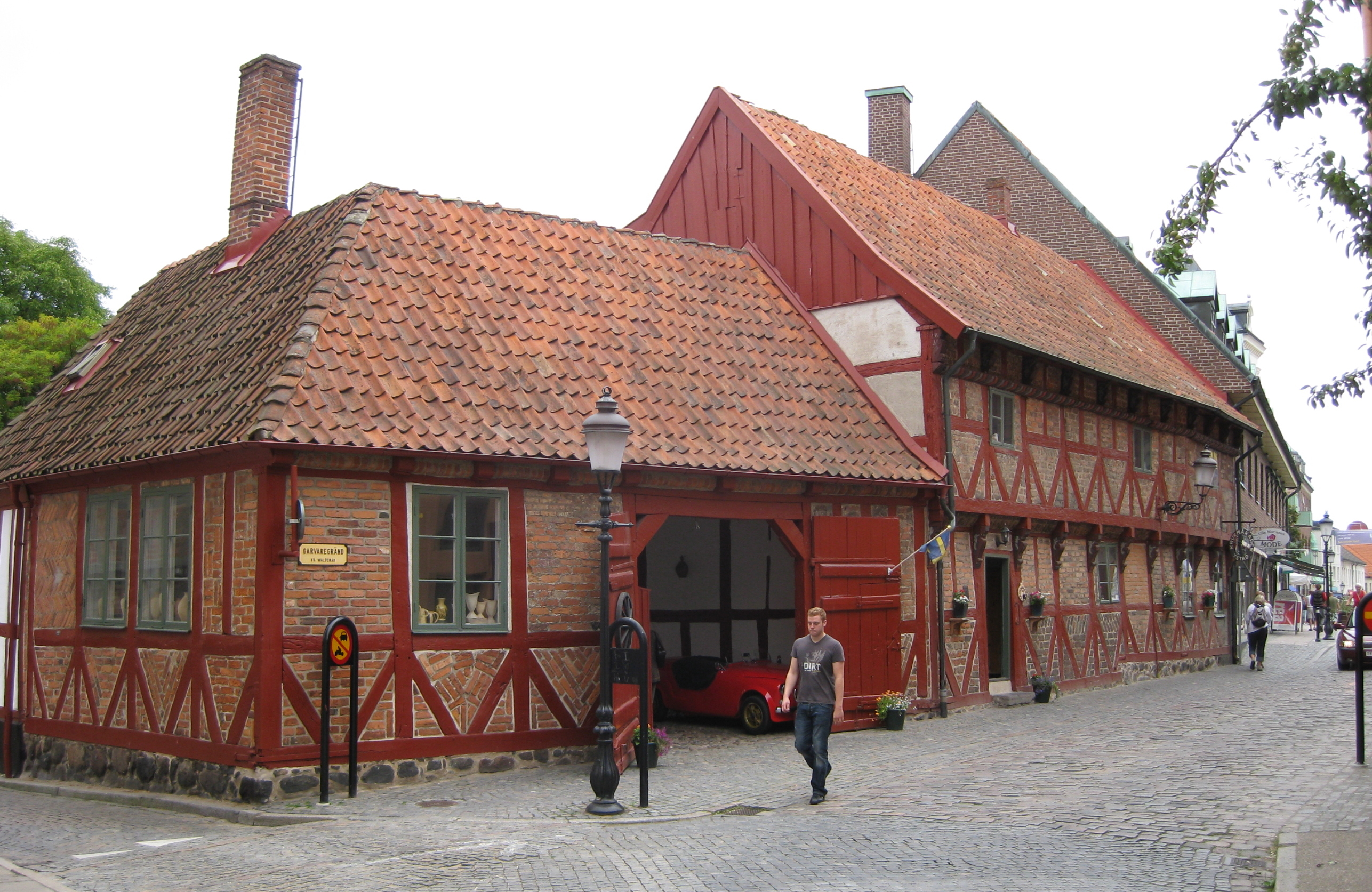
Casas tradicionais em Apoteksgården
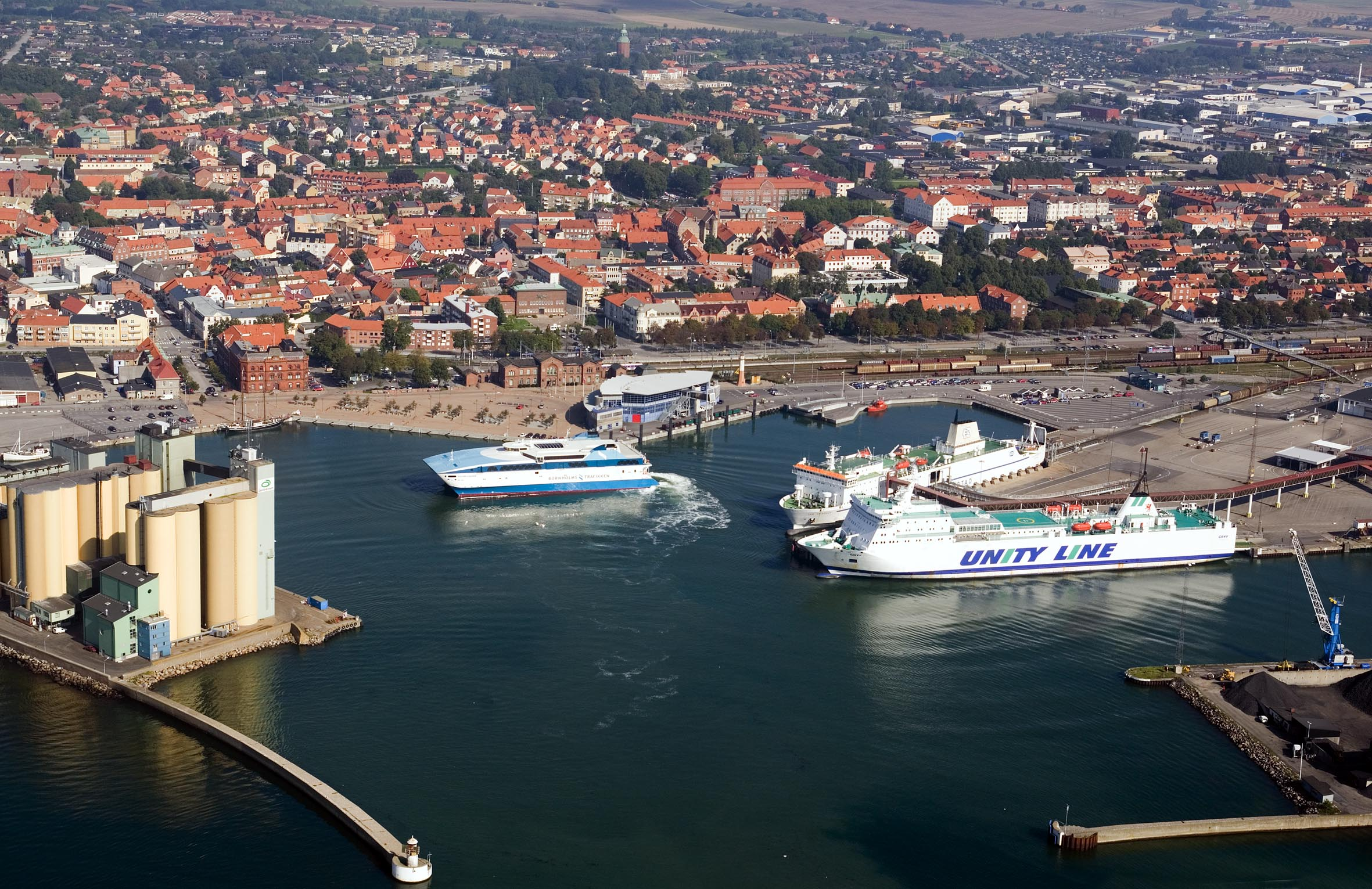
O porto de Ystad
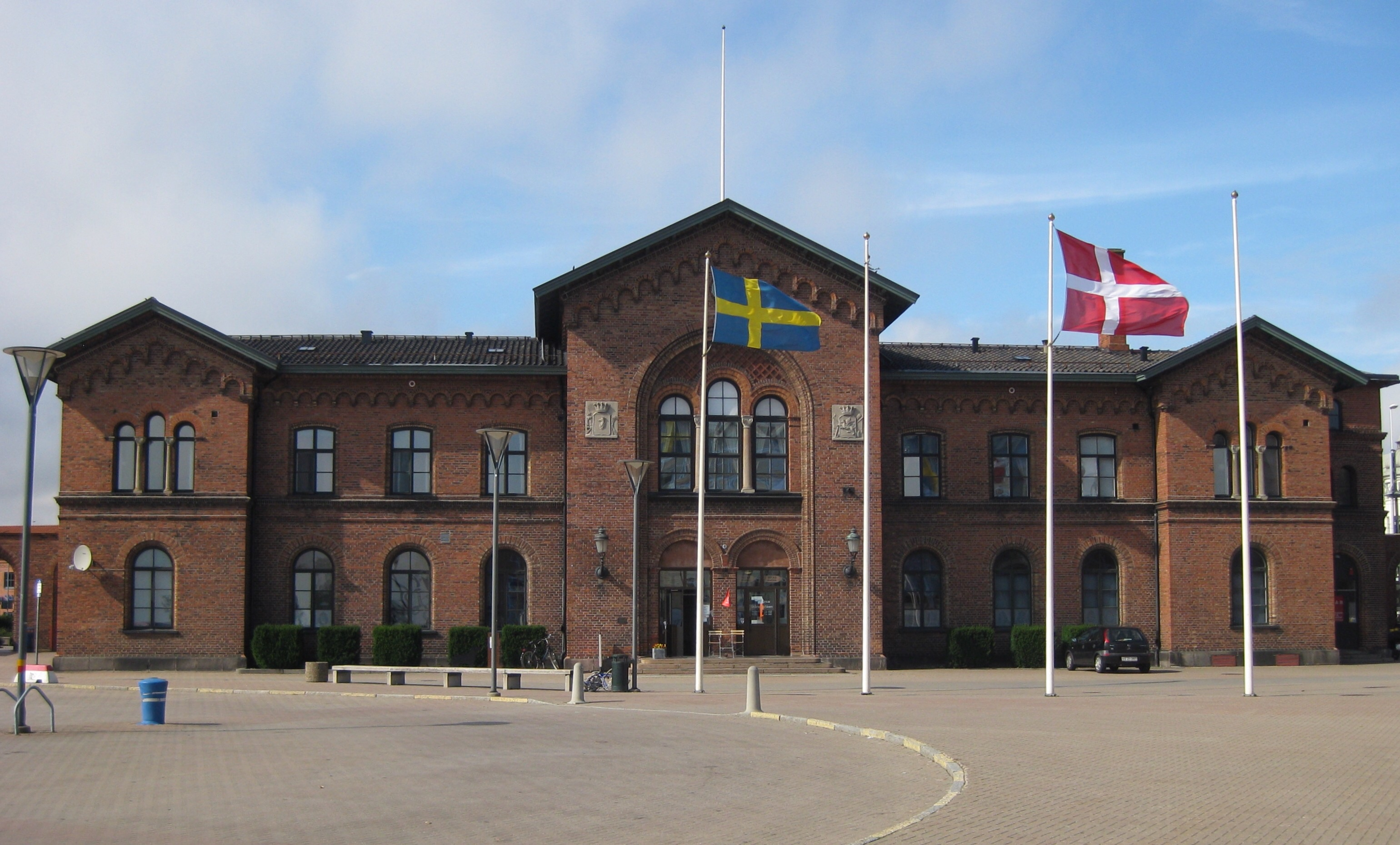
A estação ferroviária
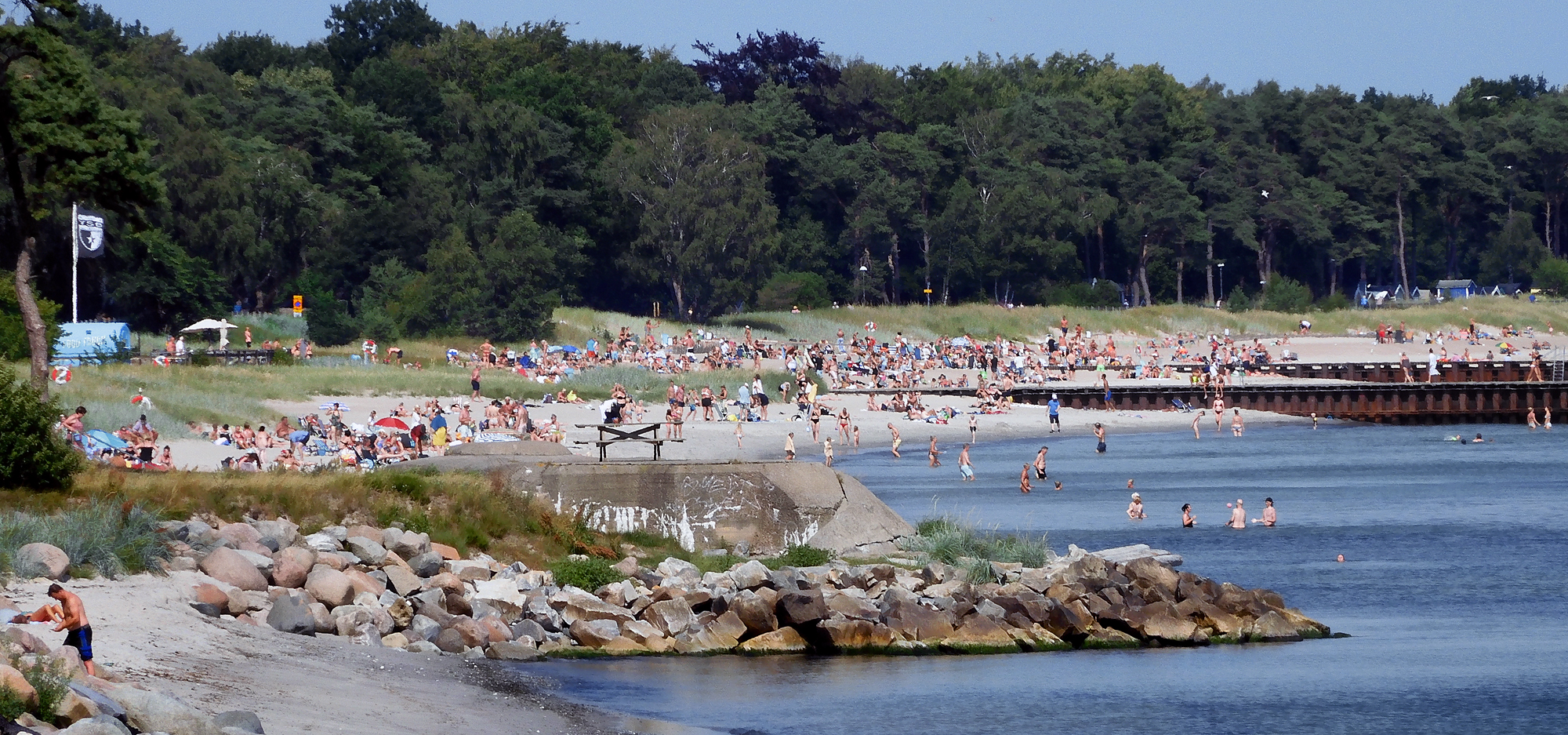
A praia de Saltsjöbad
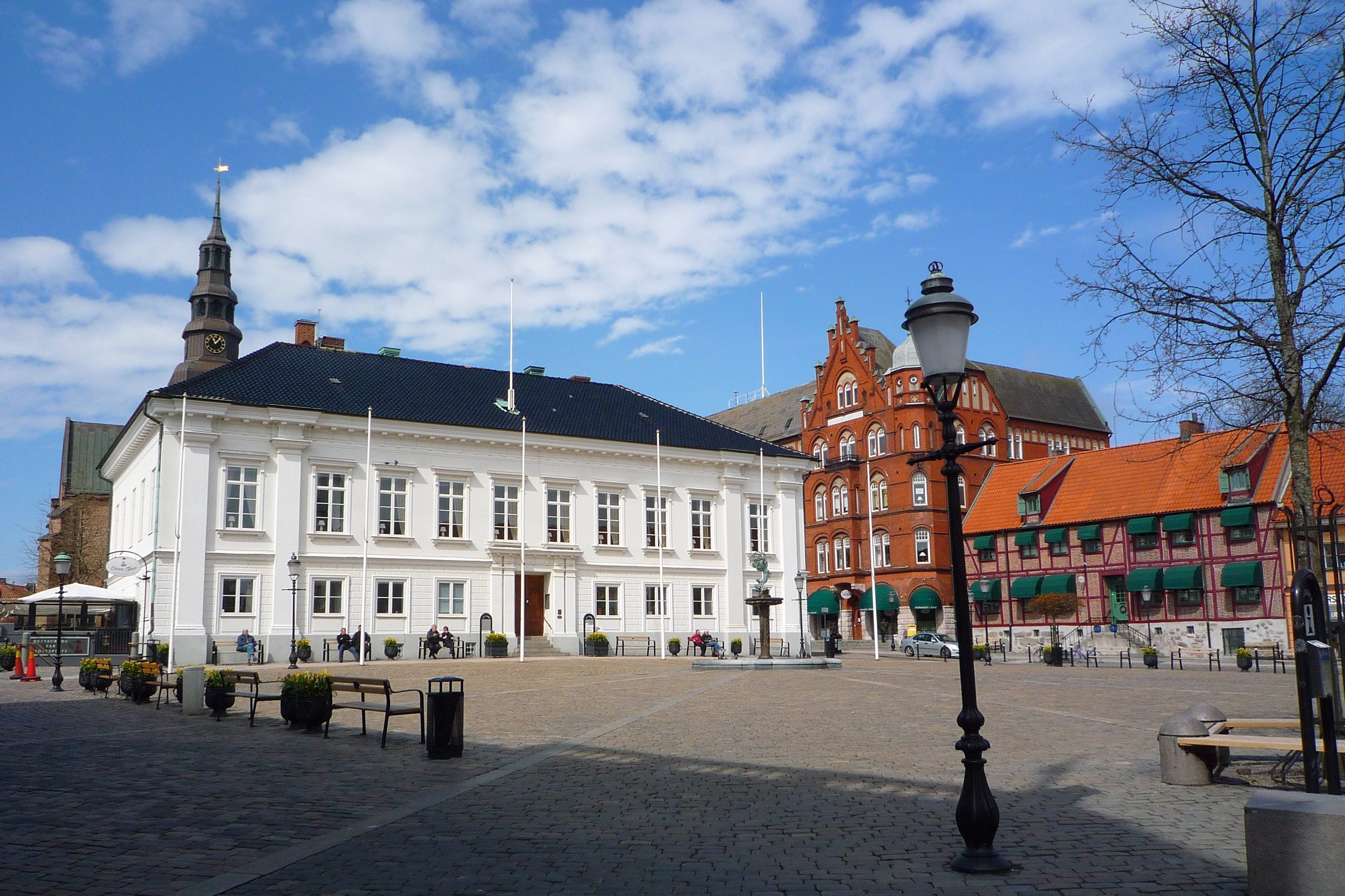
A praça Stortorget, no centro da cidade
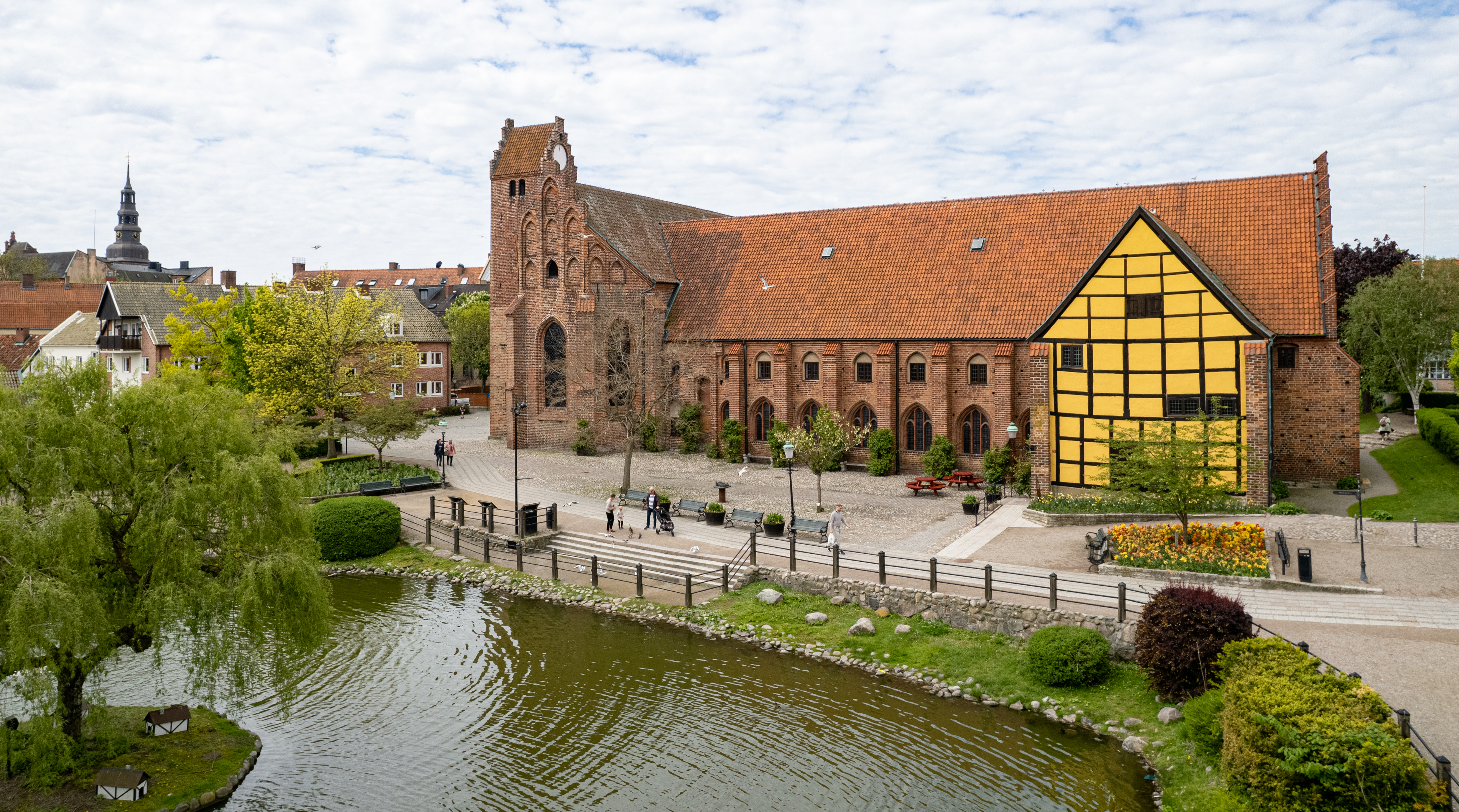
O convento Gråbrödraklostret